# 户村宇里
户村宇里（TOMURA, USATO，1970年 - ），日本油画家。東京出生。桑澤設計學院平面設計專業畢業。血型、A型。

## 経歴
- 1970年 東京 出生。
- 1977-1986年 纽约，倫敦， 巴黎，羅馬遊歷。
- 1990-1996年 桑澤設計學院平面設計專業畢業。先後在店舗企画会社、電影院、印刷会社等工作。
- 1996-2014年 與公司TOYOTA，UNIQLO，伊勢丹，朝日，精品店SHIPS，電視台TBS，雜誌POPEYE等多家日本著名企業與媒體合作，推出自己的設計作品
- 2002 年 万端設計學院講師。
- 2007年 桜美林大学 芸術文化学部 講師。
- 2006-2014 年  UMoA - Usato Museum of Art 系列油畫創作

## 活動

### 主要獲獎
- 1992年 HANDS大獎
- 1992年 KDSCrossWorldTable KDS大獎

### 展览
- 1990年   祖師谷大蔵 Gallery TAGA個展
- 1992年 〔Time10Exhibition〕, 青山 mix個展
- 1992年   代代木公園 Parkman個展
- 2000年   京都，大阪， 東京〔TWINKLE TWINKLE〕個展
- 2001年 〔男要勇，女要娇〕, 青山  mix個展
- 2001年 〔ThinkTankExhibition〕, 青山 mix個展
- 2002年 〔Le trou de la lapin〕, 西麻布 BAR AMRTA個展
- 2003年 〔Usakao〕, 新宿Golden街個展
- 2004年 〔Usato的情人旅館〕, Pepper’s Loft Gallery個展
- 2006年   amB’z 1st exhibition
- 2006年   德國WORLD CUP展示旅行

### 作品集

#### 油畫UMoA - Usato Museum of Art 系列
- 2006年 「Still life: Cow, Japanese Doll, a Human Head」
- 2011年 「Water Lilies」
- 2011年 「Tournesols」
- 2011年 「Woman with a Parasol」
- 2012年 「La Chambre a Arles」
- 2012年 「Straw - Trimmed Vase, Sugar Bowl and Apples」
- 2012年 「Two Tahitian Women」
- 2012年 「Le Déjeuner sur l’herbe」
- 2012年 「La Danse」
- 2012年 「Autumn Rhythm」
- 2013年 「Compositie met rood, geel, blaw en swart」
- 2013年 「Walking Figure」